# أكرون من أغريجنتو

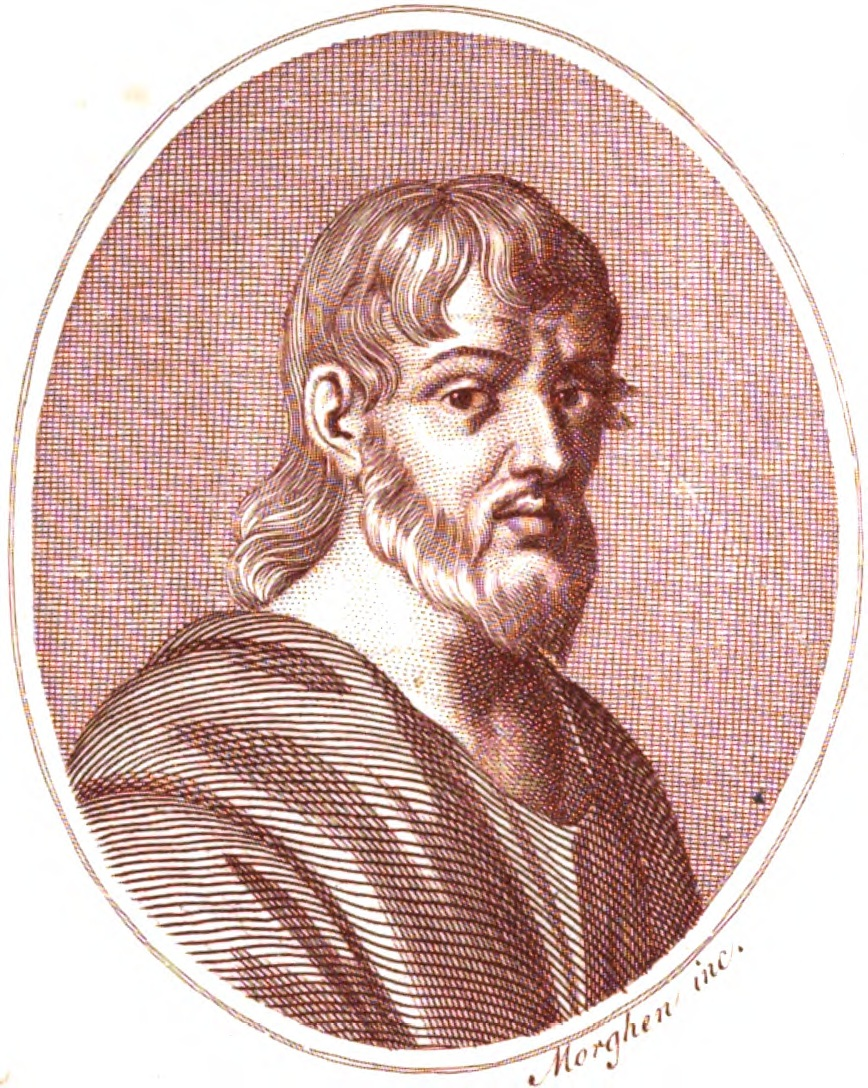
أكرون

أكرون، هو طبيب يوناني بارز، وُلد أكرون في مدينة أغرجينتوم الواقعة في جزيرة صقليا، يُرجح بأنه عاش في القرن الخامس ما قبل الميلاد، انتقل من صقليا إلى أثينا و هناك أسس مدرسة للفلسفة.
يُقال أنه كان في أثينا عندما انتشر فيها وباء الطاعون في العام 430 ق م و بأن نيراناً ضخمة كانت قد أُشعلت في شوارع المدينة بتوجيه من أكرون بهدف تنقية الهواء، حيث أثبت هذا الإجراء فعاليته بالنسبة للعديد من المرضى.
لم يُحفظ من أعماله شيء يذكر باستثناء بعض العناوين.